# مدار ۲۹ درجه جنوبی
مدار ۲۹ درجه جنوبی، دایره‌ای از عرض جغرافیایی است که در ۲۹ درجهٔ جنوبی خط استوا  قرار دارد.

## گذر از مناطق
از نصف‌النهار مبدأ شروع می‌شود و به سمت مشرق ۲۹ درجه جنوبی از موارد زیر گذر می‌کند:
| مختصات‌ها                                             | کشور، قلمرو یا دریا | توضیحات |
| ---------------------------------------------------- | ------------------- | --- |
| ۲۹°۰′ جنوبی ۰°۰′ شرقی / ۲۹٫۰۰۰°جنوبی ۰٫۰۰۰°شرقی      | اقیانوس اطلس        | |
| ۲۹°۰′ جنوبی ۱۶°۴۳′ شرقی / ۲۹٫۰۰۰°جنوبی ۱۶٫۷۱۷°شرقی   | آفریقای جنوبی       | کیپ شمالی Free State |
| ۲۹°۰′ جنوبی ۲۷°۴۳′ شرقی / ۲۹٫۰۰۰°جنوبی ۲۷٫۷۱۷°شرقی   | لسوتو               | |
| ۲۹°۰′ جنوبی ۲۹°۹′ شرقی / ۲۹٫۰۰۰°جنوبی ۲۹٫۱۵۰°شرقی    | آفریقای جنوبی       | کوازولو-ناتال |
| ۲۹°۰′ جنوبی ۳۱°۴۴′ شرقی / ۲۹٫۰۰۰°جنوبی ۳۱٫۷۳۳°شرقی   | اقیانوس هند         | |
| ۲۹°۰′ جنوبی ۱۱۴°۴۵′ شرقی / ۲۹٫۰۰۰°جنوبی ۱۱۴٫۷۵۰°شرقی | استرالیا            | استرالیای غربی استرالیای جنوبی کوئینزلند / نیو ساوت ولز border — note that the border occasionally کوئینزلند of the parallel نیو ساوت ولز کوئینزلند نیو ساوت ولز |
| ۲۹°۰′ جنوبی ۱۵۳°۲۹′ شرقی / ۲۹٫۰۰۰°جنوبی ۱۵۳٫۴۸۳°شرقی | اقیانوس آرام        | |
| ۲۹°۰′ جنوبی ۱۶۸°۱′ شرقی / ۲۹٫۰۰۰°جنوبی ۱۶۸٫۰۱۷°شرقی  | جزیره نورفک         | |
| ۲۹°۰′ جنوبی ۱۶۸°۳′ شرقی / ۲۹٫۰۰۰°جنوبی ۱۶۸٫۰۵۰°شرقی  | اقیانوس آرام        | گذرکردن از شمال جزیره رائول, نیوزیلند |
| ۲۹°۰′ جنوبی ۷۱°۳۰′ غربی / ۲۹٫۰۰۰°جنوبی ۷۱٫۵۰۰°غربی   | شیلی                | |
| ۲۹°۰′ جنوبی ۶۹°۴۴′ غربی / ۲۹٫۰۰۰°جنوبی ۶۹٫۷۳۳°غربی   | آرژانتین            | |
| ۲۹°۰′ جنوبی ۵۶°۲۵′ غربی / ۲۹٫۰۰۰°جنوبی ۵۶٫۴۱۷°غربی   | برزیل               | ریو گرانده دو سول سانتا کاتارینا |
| ۲۹°۰′ جنوبی ۴۹°۲۵′ غربی / ۲۹٫۰۰۰°جنوبی ۴۹٫۴۱۷°غربی   | اقیانوس اطلس        | |